# Lars-Paul Kroik
Lars-Paul Alfons Kroik, född 16 april 1942 i Risbäcks församling, Västerbottens län, är en svensk-samisk politiker.

## Biografi
Lars-Paul Kroik föddes 1942 i Risbäcks församling. Han är sedan 2009 ledamot i Sametinget för Álbmut-Folket. Sedan 2021 representerar han Jakt- och fiskesamerna i Sametinget.